# Наточенный, Лев Рафаилович
Лев Наумович Нато́ченный (англ. Lev Natochenny; род. 26 января 1950, Москва) — американский и немецкий пианист и музыкальный педагог.

## Биография
Родился в Москве в семье участника Великой Отечественной войны Наума Иосифовича Наточенного (1921—1980), уроженца Тального. Окончил Московскую консерваторию (1975), ученик Льва Оборина, Бориса Землянского и Элисо Вирсаладзе. Занимался также искусством камерного ансамбля у Алексея Любимова и Давида Ойстраха. В 1978 году эмигрировал в США, где продолжил обучение в Джульярдской школе у Ани Дорфман. В 1981 году, будучи без гражданства, удостоен второй премии и золотой медали Международного конкурса пианистов имени Бузони.
Преподавал в Манхэттенской школе музыки, Маннес-колледже и в Городском университете Нью-Йорка, с 1995 — 2015 профессор Франкфуртской Высшей школы музыки. 
В настоящее время художественный руководитель и профессор Института Высшего Исполнительского Мастерства в Германии. В 1988—2004 годах был художественным руководителем музыкального фестиваля в Мерано (Meranofest), который он основал. Директор и основатель Музыкального Фестиваля в Бад Хомбурге, Германия.
Среди учеников — лауреаты Echo Klassik Preis Мартин Штадтфельд и Дирк Моммерц, а также Нами Эжири, Ли Со Ён, Евгения Рубинова, Юджин Чё, Кристофер Парк
и многие другие.

## Семья
Жена — Энн Лейбин (англ. Ann Labin-Natochenny, Анна Лабинская; род. 1954), скрипачка и концертмейстер в Бродвейском театре. Дочь — Сара Наточенни, актриса.